# Prionostemma limitatum
Prionostemma limitatum is een hooiwagen uit de familie Sclerosomatidae.